# Jean-Claude van Itallie
Jean-Claude van Itallie (25 mai 1936 - 9 septembre 2021) est un auteur dramatique et professeur d'atelier théâtral belgo-américain.
Il est surtout connu pour sa pièce satirique America Hurrah, créée le 7 novembre 1966 au Théâtre de Poche de New York en opposition à la guerre du Vietnam, pour sa pièce Le Serpent créée au sein du The Open Theater (en), pour son adaptation théâtrale du Livre des morts thibétain et pour ses traductions en anglais des pièces d'Anton Tchekhov,.

## Biographie
Jean-Claude van Itallie nait à Bruxelles, du banquier Hugo Ferdinand van Itallie et de son épouse Marthe Mathilde Caroline Levy ; son frère s'appelle Michel. La famille, juive, est contrainte de fuir la Belgique lors de l'invasion du territoire par les nazis en 1940, et se réfugie en France où elle bénéficie de visas octroyés par le consul Aristides de Sousa Mendes, ce qui lui permet de gagner le Portugal. De là, elle embarque sur le S.S. Hakozaki Maru et arrive à New York le 10 octobre 1940.
Jean-Claude Van Itallie grandit à Great Neck, y fait une partie de ses études secondaires (l'autre à Deerfield), au Massachusetts, et est diplômé en 1958 du Harvard College.

## Carrière
Il s'installe à Greenwich Village, étudie le jeu théâtral au Neighborhood Playhouse et le montage cinématographique à l'Université de New York, écrit pour l'émission de télévision Look Up and Live de CBS. En 1963, sa courte pièce, War, est mise en scène par Michael Kahn et sera ensuite jouée aux côtés de Muzeeka de John Guare au Centre des arts de la scène de Dallas.
Jean-Claude Van Itallie rejoint ensuite, comme dramaturge, l'Open Theater (en) du metteur en scène et acteur Joseph Chaikin (ancien membre du Living Theatre). Ses premières pièces sont aussi produites au La MaMa Experimental Theatre Club d'Ellen Stewart et au Caffe Cino de Joe Cino, considéré comme le « berceau du théâtre gay ».
En 1966 sort sa trilogie, America Hurrah (Interview, TV, et Motel), qui va être jouée pendant près de deux ans au Théâtre de Poche Off-Broadway et au Royal Court Theatre de Londres et connaitre des reprises pour un total de plus de 630 représentations. À l'invitation de Roger Domani, elle sera présentée au Théâtre de Poche de Bruxelles dans la mise en scène de Tom Bissinger pendant la saison 1967-1968.
En 1972, il est l'un des premiers à écrire, sous pseudonyme, un script pour un film de pornographie gay, America Creams.
En 1968, sa pièce The Serpent (Le Serpent) est présentée au Teatro dell'Arte de Rome. Dans sa préface de l'édition de 1969 chez Dramatists Play Service Inc , l'auteur indique « When other acting groups want to perform the Serpent I hope taht they will use the words and movements only as a skeleton on wich they will put their own flesh.  Because The Serpent is a ceremony reflecting the minds and lives of the people performing it. » – Lorsque d'autres troupes d'acteurs voudront interpréter « Le Serpent », j'espère qu'elles n'utiliseront les mots et les mouvements que comme un squelette sur lequel elles placeront leur propre chair. « Le Serpent » est donc une cérémonie qui reflète l'esprit et la vie de ceux qui l'interprètent. La pièce est jouée au Théâtre de Poche de Bruxelles, en novembre 1971. Création du monde, tentation et péché, Caïn et Abel, Genèse servent notamment de canevas à une suite de tableaux joués par 15 comédiens (7 femmes et 8 hommes) en t-shirts et jeans sur un plateau nu dans un environnement sonore composé de bruits naturels et artificiels. Le travail à Bruxelles du metteur en scène, James Barbosa (membre fondateur de l'Open Theatre), assisté de Marion Hänsel, est basé sur l'improvisation des acteurs, la prise de conscience de leurs faiblesses, de leurs possibilités d'exprimer leurs violences, et sur de grandes performances physiques. La réception par la critique est mitigée : André Drossart, qui avoue avoir apprécié les pommes distribuées par les artistes dans le public, oppose intellectualisme et sécheresse à l'« l'œuvre poétique par excellence » que la Bible constitue pour lui tandis que le critique de la Dernière Heure qui, de son propre aveu, n'a pas vu le temps passer, s'interroge sur la réception que le public réservera à un spectacle qui n'est pas une pièce « si l'on prend le théâtre dans son sens traditionnel ».
Également auteur du livre Tea with Demons – Games of Transformation paru en 2016, Jean-Claude van Itallie a écrit une trentaine de pièces dont : 
- Dream, 1965 ;
- Bag Lady 1979 ;
- Naropa, 1982 ;
- The Traveler, 1987 ;
- Struck Dumb, 1989 ;
- Light (sur Voltaire, Émilie du Châtelet et Frédéric le Grand, 2003, qui a obtenu plusieurs Los Angeles critics awards ;
- Fear Itself, Secrets of the White House, 2006.

Il a enseigné dans de nombreuses grandes universités, notamment : Université de Princeton, New York University, Harvard University, Université Yale, Amherst College, Columbia University, Middlebury College, University of Colorado, Smith College, The New School, et aux Institut Esalen et Institut Omega.

## Bourses et distinctions
- Prix du Jersey Journal pour America Hurrah, 1967
- Outer Critics Circle Awards pour America Hurrah, 1967
- Drama Desk Awards pour America Hurrah, 1967
- Obie Awards pour The Serpent, 1969
- Bourse Guggenheim, 1973-1974 et 1980–1981
- Prix du service public des artistes créatifs, 1975
- Doctorat honoris causa en philosophie, Kent State University, 1977
- Bourse de la Ford Foundation, 1979
- Prix des dramaturges du National Endowment for the Arts, 1986
- Prix d'excellence de la United Stroke Foundation pour The Traveler, 1987
- Prix du Last Frontier Theatre Conference pour l'ensemble de sa carrière et services rendus au théâtre, 1999
- New England Theater Conference – Réalisation exceptionnelle dans le théâtre américain, 2002